# 241 P 17

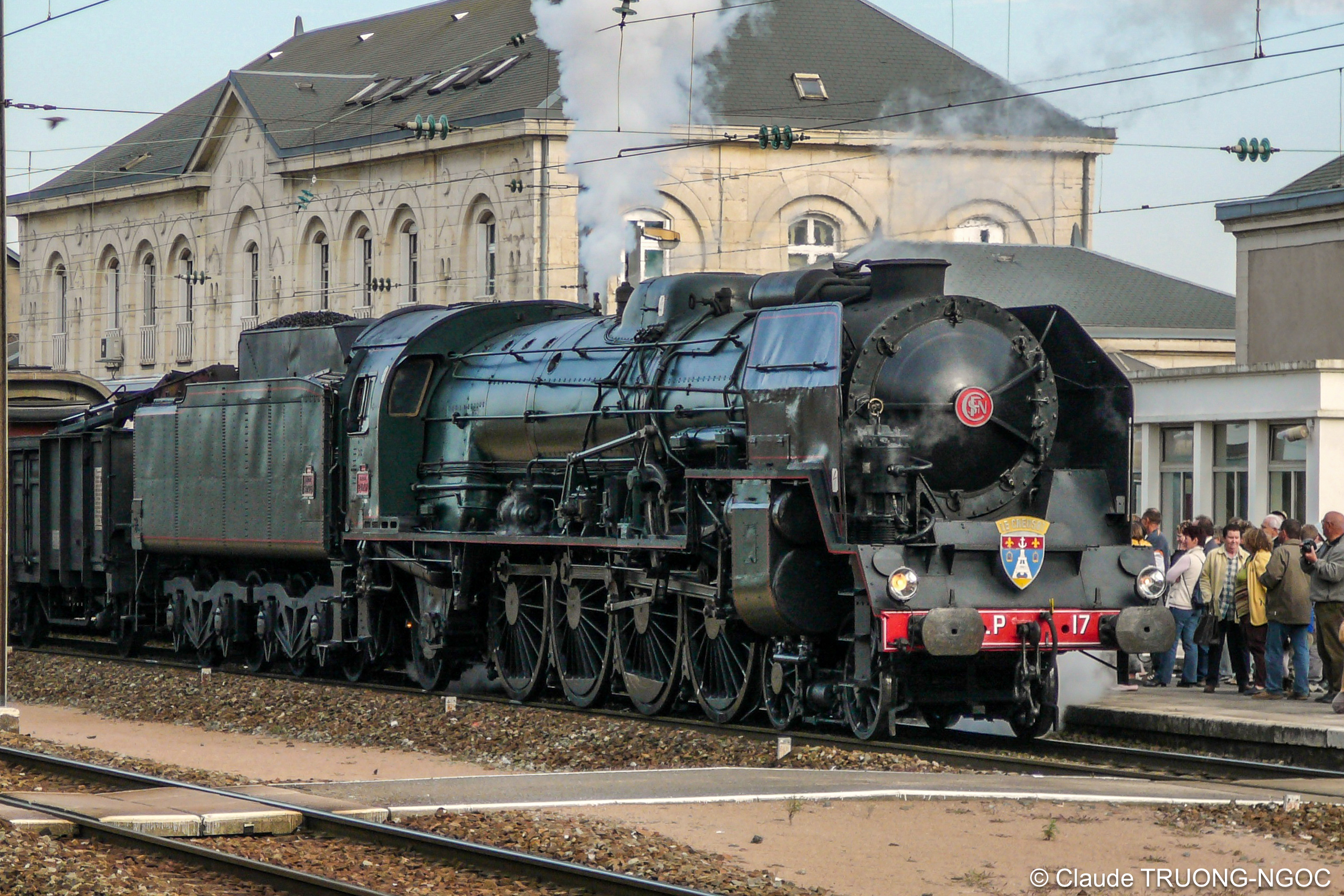
À Dole en 2008.

La 241 P 17 est une locomotive à vapeur ex-SNCF, de la série 241 P, restaurée et en état de marche.

## Historique

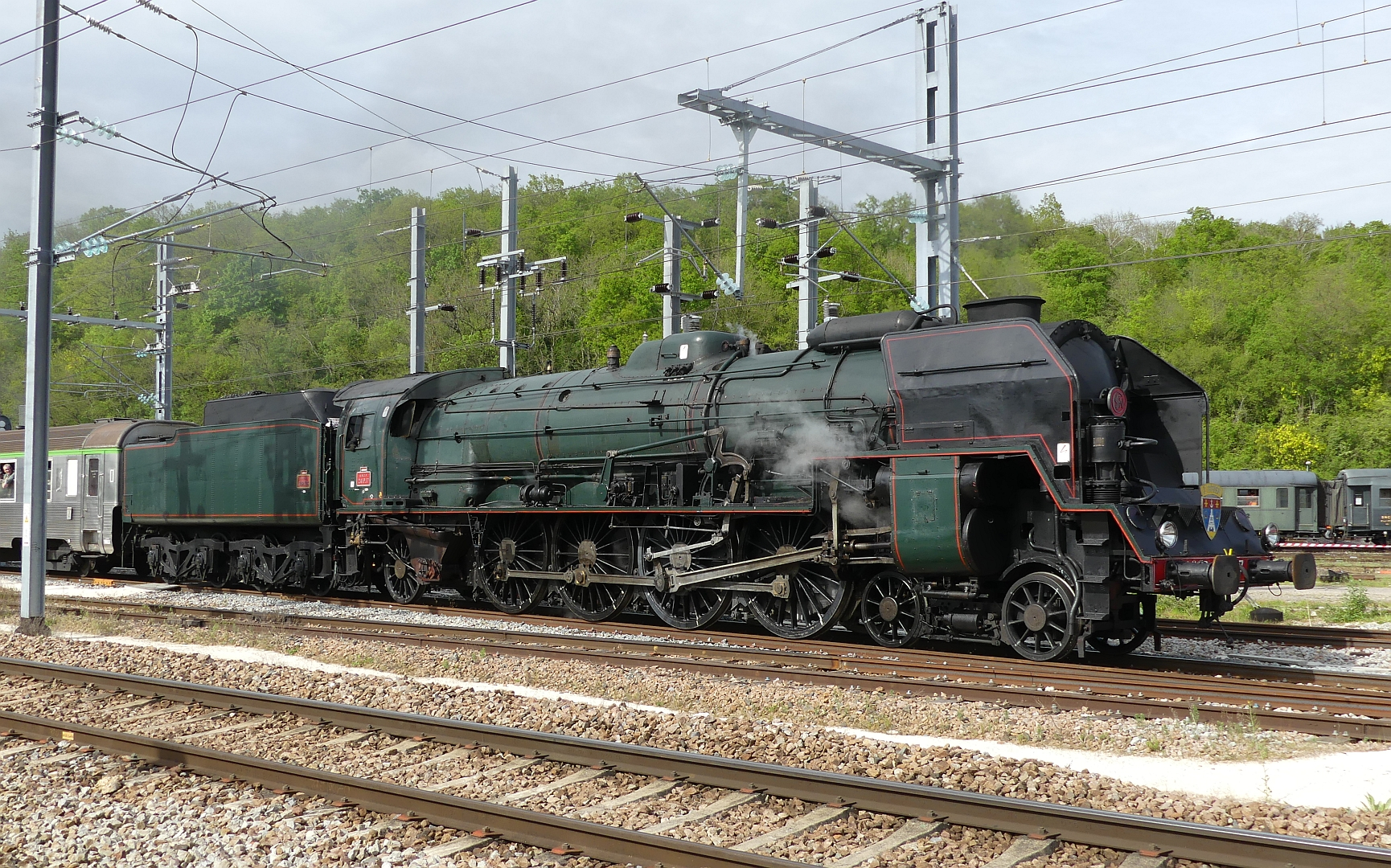
En gare de Longueville en mai 2023.

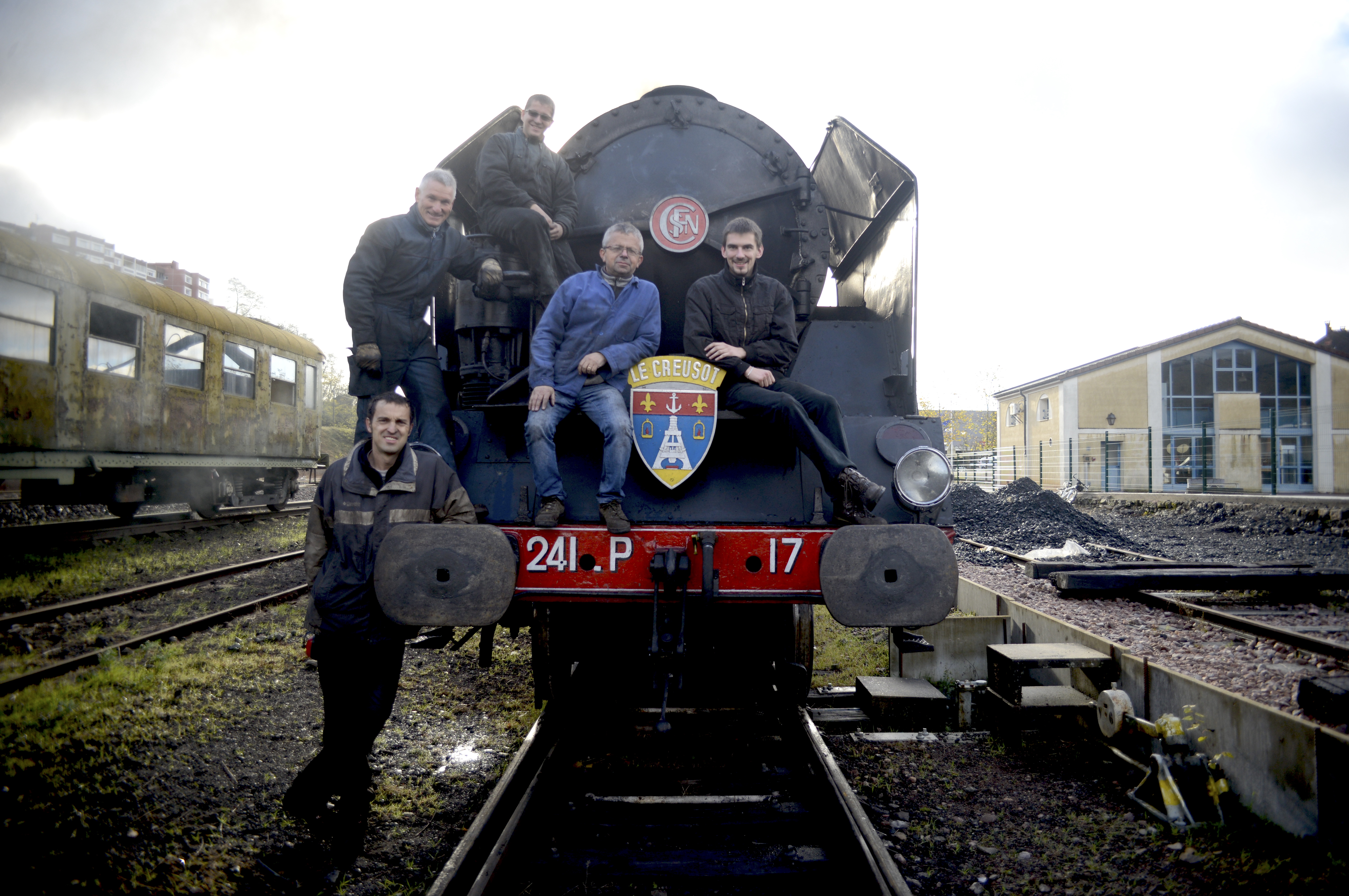
Des membres de l'association chargée de la restauration et de l'entretien de la 241 P 17 posent à l'avant de la locomotive, le 19 novembre 2016.

La 241 P 17 fut construite en 1950 par Schneider au Creusot, puis mise en service le 10 mai 1950 au dépôt de Lyon-Mouche. En 1959, elle est mutée sur la région Ouest-SNCF au dépôt du Mans où elle terminera sa carrière le 28 septembre 1969. En 1971, elle sera sauvée de la démolition et acheminée au Creusot sur le site où elle fut construite. 
Après de longues années de stationnement dans un atelier du Creusot à l'abri des regards, une association se constitua avec comme objectif la remise en état de marche de cette locomotive. Elle fut déplacée dans une ancienne halle à marchandises où elle sera remise en chauffe en 2005 par une équipe de bénévoles après douze années de travaux, et qui depuis l'entretient régulièrement pour effectuer environ 5 à 6 voyages touristiques annuels à travers la France. En mai 2007 la 241 P 17 effectua un voyage à Marseille, puis à Paris au mois de mai 2010. Le voyage plus important est organisé chaque année à Aix-les-Bains, le dernier dimanche d'août.
La locomotive effectue également des voyages en Suisse comme le 31 mai 2009, et le 19 septembre 2010 en double traction avec la 241 A 65. Une circulation exceptionnelle en triple traction avec les 50-3673 et 241 A 65 fut mise en route pour l'ascension du tunnel ferroviaire du Saint-Gothard, le 29 septembre 2013.
Il s'agit de la seule représentante de la série des locomotives 241 P (grosse P) à avoir été remise en service depuis l'extinction de cette série à la fin des années 1960.
Elle a été classée au titre objet des monuments historiques le 27 mars 1990, protection intervenue dans le cadre d'une étude réalisée à cette époque par le service régional de l’Inventaire sur les patrimoines du bassin minier Le Creusot/Montceau. Cette locomotive dont la commune du Creusot est aujourd'hui propriétaire – et qui est stationnée dans cette ville – a été classée MH comme étant l'une des plus puissantes locomotives à vapeur construites en France et la dernière de ce modèle à circuler sur le réseau ferré français.

## Caractéristiques techniques
D'une puissance de 4 000 chevaux, et d'une vitesse maximum de 120 km/h (aujourd'hui limitée à 100 km/h par la SNCF) la 241 P 17 faisait alors partie de la série de locomotives à vapeur la plus puissante d'Europe. Elle est équipée de 4 cylindres système Compound (deux cylindres haute pression à l'intérieur du châssis et deux cylindres basse pression à l'extérieur), ce qui permet une économie de consommation de vapeur et de combustible, ainsi qu'une augmentation de la puissance.
La surface de chauffe totale est de 244,57 m2, correspondant à la surface d'échange entre la chaleur du feu et l'eau. La vapeur est dite « surchauffée », ce qui réduit la condensation dans les cylindres et améliore le rendement de la machine. La chaudière peut contenir 11 m3 d'eau.

### Essieux
La 241 P 17 est une locomotive de type Mountain, donc équipée d'un bogie à deux essieux puis de quatre essieux moteurs et d'un bissel à un essieu.
- bogie porteur (diamètre des roues : 1 020 mm)
- essieux moteurs (diamètre des roues : 2 020 mm)
- bissel arrière (diamètre des roues : 1 350 mm)

### Particularités
- Vitesse limite : 100 km/h

- Grille de type Hulson

- Échappement double à croisillons réglables

- Distribution Walschaerts à tiroirs cylindriques

- 2 graisseurs mécaniques (Nathan et Lavalette) à 18 et 24 départs

- Éclairage électrique à turbo dynamo 24 V

- Flaman  (compteur de vitesse)

- Chargeur mécanique type HT1 (stoker)

- Injecteur type U1

- Réchauffeurs d'eau ACFI

- 2 soupapes de sûreté dont l'ouverture d'une seule suffit pour faire chuter la pression de la chaudière.

## Incident de chaudière de 2011
Le 28 août 2011, elle assurait à Aix-les-Bains un train spécial nommé « Savoie Vapeur Express », et lors du trajet vers Montmélian pour effectuer le retournement de la locomotive, ainsi que le plein en charbon et eau, une fuite de vapeur dans la chaudière a causé des blessures à  8 des personnes présentes en cabine à ce moment-là. Une enquête fut réalisée pour déterminer la ou les causes ayant provoqué cet accident. La rupture d’un petit tube à fumée côté foyer est à l'origine de cette fuite de vapeur. La locomotive a repris du service le 5 mai 2013, après avoir subi un retubage complet de sa chaudière.